# Кентерберийский закон
«Кентерберийский закон», также известен под названием «Кентербери и партнёры» (англ. Canterbury's Law) — американский телесериал в жанре юридической драмы с Джулианной Маргулис в главной роли. Транслировался на канале Fox в 2008 году.
Сериал продюсировался компаниями Sony Pictures Television и Apostle, эпизоды выходили по понедельникам в 21:00 и транслировались в Австралии и Канаде по сети телеканалам Nine Network и Global соответственно. Из-за забастовки американских сценаристов 2007—2008 годов только 6 из 13 заказанных эпизодов были выпущены.
20 марта 2008 года представители Fox объявили, что показ оставшихся эпизодов «Кентерберийского закона» произойдёт в пятницу в 9 вечера.
15 мая 2008 года канал Fox официально отменил показ сериала.

## В ролях
- Джулианна Маргулис — Элизабет Кентербери, адвокат.
- Эйдан Куинн — Мэттью Фьюри.
- Триесте Келли Данн — Молли МакКоннелл.
- Бен Шенкман — Расселл Краусс.
- Кит Робинсон — Честер Филдс.
- Джеймс Маккэффри — Фрэнк Ангстром, частный сыщик.
- Терри Кинни — Зак Уильямс, заместитель генерального прокурора, главный враг Элизабет.

## Кастинг
Первоначально Честера должен был играть актёр Джоко Симс, но в июне 2007 его сменил Кит Робинсон. Роль Мэтта Фьюри была закреплена за Лайнусом Роучем, но он отказался от неё из-за занятости в сериале «Закон и порядок».